# Prepona yanowskyi
Prepona yanowskyi är en fjärilsart som beskrevs av Le Moult 1932. Prepona yanowskyi ingår i släktet Prepona och familjen praktfjärilar. Inga underarter finns listade i Catalogue of Life.